# Сиром'ятникова Зинаїда Василівна
Сиром'ятникова Зинаїда Василівна (1 жовтня 1917 — 10 жовтня 1992) — партизанка-розвідниця у роки Другої Світової війни на території Харківської, Дніпропетровської і Київської областей. Почесний громадянин міста Чугуєва (2005)

## Біографія
Народилася 1 жовтня 1917 року в слободі Зарожне Зміївского повіту Харківської губернії (нині село Зарожне Чугуївського району Харківської області) в сім'ї селянина Василя Івановича Сиром'ятникова і його дружини Ксенії Онуфріївни.
Дитячі роки Зінаїда провела в слободі Зарожне, а підліткові і юнацькі роки пройшли в м. Чугуїв. Закінчивши 9 класів Чугуївської середньої школи № 1, працювала в райкомі комсомолу одним з секретарів, бухгалтером в Чугуївському Міськжилуправлінні, була депутатом Чугуївської міської ради.
У 1939 році закінчує Харківське педагогічне училище за фахом учитель початкових класів. У 1940 р. направлена на роботу в Західну Україну в с. Крукеничі Самборского району Львівської області. З початком війни повертається в м. Чугуїв і працює начальником Чугуївського Міськжилуправління, потім стає членом Чугуївського партизанського загону.
З листопада 1941 р. по жовтень 1943 р. була зв'язною ЦК КП (б) У: виконувала спеціальне завдання по встановленню зв'язку з підпільними партійними організаціями Харківської, Дніпропетровської і Київської областей. Справжній героїзм проявила партизанка-розвідниця З. В. Сиром'ятникова, яка кілька разів побувала у ворожому тилу. За відмінне виконання завдань вона відзначена нагородами.
У 1956 р. стала жителем міста Києва. Мешкала у Святошинському районі міста.
Працювала заступником голови правління по оргроботі і кадрам в артілі «25 років Жовтня», змінним майстром швацької фабрики «Жовтень» Горместпрома, завідувачкою дитячого садка № 181. Народила п'ять дітей.
У 1974 р. вийшла на пенсію. Пенсіонер республіканського значення.
Померла 10 жовтня 1992 р. Похована в Києві на одному з міських кладовищ.

## Нагороди
- орден Червоного Прапора
- орден Червоної Зірки
- Вітчизняної війни II ступеня
- медаль «За бойові заслуги»
- медаль «Партизану Вітчизняної війни» I ступеня
- медаль «За перемогу над Німеччиною у Великій Вітчизняній війні 1941—1945 рр»
- медаль «За доблесну працю в роки Великої Вітчизняної війни 1941—1945 рр»
- медаль Материнства II ступеню

У 2005 році Зінаїді Василівні Сиром'ятниковій присвоєно звання «Почесний громадянин міста Чугуєва»

## Рекомендована література
- Черняк София. Луч во тьме / Москва: Издательство политической литературы, 1965 г.- 160с.
- В. Сиром'ятникова Я йду в тил ворога / Київ: Видавництво політичної літератури України, 1973 р.- 137с.
- Бистров В. Є. Герої підпілля/ Москва: Видавництво політичної літератури, 1965 р. — 559с.
- Українська РСР у Великій Вітчизняній війні Радянського Союзу 1941—1945 рр. Т. 1/ . Київ: Видавництво політичної літератури України, 1975. — 559с.